# Paranoid Eyes
Paranoid Eyes est une chanson du groupe de rock progressif britannique Pink Floyd. C'est le septième titre de l'album The Final Cut paru en 1983. Cette chanson ne fut jamais jouée en spectacle. Elle parle d'un homme revenu de la guerre qui essaie de se réhabituer à la vie civile.

## Personnel
- Roger Waters : chant, guitare basse
- David Gilmour : guitares
- Nick Mason : batterie
- Michael Kamen : piano
- Andy Bown : orgue
- Ray Cooper : percussions
- National Philharmonic Orchestra : cuivres, instrument à cordes

## Liens
- Site officiel de Pink Floyd
- Site officiel de Roger Waters